# Роберт Вільям Вілкокс
Роберт Вільям Каланіхіапо Вілкокс (англ. Robert William Kalanihiapo Wilcox; 15 лютого 1855, о.Мауї — 23 жовтня 1903) на прізвисько «Залізний герцог Гаваїв» (англ. Iron Duke of Hawaiʻi) — гавайський військовий, політик і змовник, представник корінного населення архіпелагу. Він очолював заколоти як проти уряду Королівства Гаваї під час правління короля Калакауа, так і проти Республіки Гаваї під керуванням Сенфорда Доула, після падіння монархії. Пізніше, вже після входу Республіки Гаваї до складу США, він був обраний першим делегатом в конгрес Сполучених Штатів від території Гаваї. 

## Дитинство і юність
Роберт Вілкокс народився 15 лютого 1885 року на острові Мауї. Його батько, капітан Вільям Слокум Вілкокс (1814-1910), був родом з Ньюпорта, Род-Айленд. Його мати, Калуа Маколеоалані (1836-1865), була родом з Мауї і була дочкою Маколеокалані Хіапо (онука Кеавікекахіалііокамоку) і Хаупи, прямого нащадка Лономакаіхони (син і брат відповідно короля Лонохонуакіні і короля Каулахеа II Мауї, який правив в 1600-х роках ). Його батьки відправили його в школу-інтернат Халеакала в місті Макавао.
Після завершення навчання Вілкокс став учителем у сільській школі на Мауї. У 1880 році Вілкокс був обраний в королівське законодавчі збори в Гонолулу від острова Оаху. Він представляв громадян Ваілікі і сусідніх міст Мауї.

## Військова кар'єра
У 1881 році король Калакауа вибрав Вілкокса і двох інших гавайців для відправки на навчання в Королівську військову академію в Турині (Королівство Італія). Після закінчення навчання (1885), він отримав звання молодшого лейтенанта артилерії і був направлений для продовження навчання в Королівську військову школу для офіцерів інженерних військ і артилерії.

### Задум перевороту (1888)
В 1888 році Партія реформ (пізніше стане Гавайською Республіканською Партією) прийшла до влади у королівстві Гаваї. Через прийняття так званої «Конституції штиків» її члени лишили монарха значної частини політичної влади та встановили розміри доходів та ймення в статусі виборчого цензу, висунутого до тих, хто має право голосу, тим самим обмеживши кількість виборців тільки багатими корінними гавайцями, європейцями, американцями. Партія реформ призупинила дію дорогих програм, таких як навчання Вілкокса в Італії. 29 серпня 1887 року Вілкокс отримав наказ повернутися на батьківщину. Повернувшись на Гаваї в жовтні, він почав кар'єру в якості інспектора під патронажем Чарльза Б. Уїлсона, але незабаром покинув її. Він втратив упевненість в тому, що Калакауа був досить сильним, щоб утримувати королівську владу. Вілкокс разом з Чарльзом Вілсоном і Семом Ноулін задумали державний переворот, збираючись замінити Калакауа його сестрою Ліліуокалані, але план перевороту так і не був здійснений. 11 лютого 1888 року Вілкокс залишив Гаваї з наміром повернутися в Італію зі своєю дружиною-італійкою.

### Спроба перевороту (1889)
Замість того, аби повернутися до Італії, Вілкокс поселився у Сан-Франциско, штат Каліфорнія, США, де працював як земельний інспектор, а його дружина заробляла додаткові гроші, викладаючи французьку та італійську мови. Коли ж він вирішив повернутися на Гаваї весною 1889 року, його дружина Джина Вілкокс відмовилася з ним їхати, разом з тим взявши з собою їхню дочку до Італії.
Вілкокс на цей раз привів до дії ще одну спробу змусити Калакауа підписати нову конституцію 30 липня 1889 року. Калакауа, мабуть, знав про змову і залишив палац, побоюючись, що повстання приведе до його заміни на троні Ліліуокалані. Зайшовщи у глухий кут, Вілкокс зрештою зіткнувся зі стрілками Гонолулу, і в ході сутички здався їм. У жовтні 1889 року був засуджений за державну зраду суддею Альбертом Френсісом Джаддом, але був виправданий судом присяжних. Будучи одним з небагатьох, хто кинув виклик Партії реформ, він придбав авторитет серед її противників. Він допоміг сформувати нову партію під назвою «Національна Партія Реформ», яка виступала за відновлення влади монарха. Вілкокс був знову обраний в королівські законодавчі збори, де представляв острів Оаху (1890-1894). Проте, стара Партія Реформ, спираючись на економічні ресурси «великої п'ятірки» цукрових корпорацій, залишилася при владі.
У 1891 році король Калакауа помер, і його сестра Ліліуокалані успадкувала трон, поклявшись дотримуватися Конституції 1887 року. Вілкокс був обурений, що Ліліуокалані що не призначила його до складу її уряду, і сформував власну Націонал-ліберальну партію в листопаді 1891 року. Хоча він не виступав безпосередньо за ліквідацію монархії, його партія вимагала «повернення влади людям», навіть якщо це означало б республіканську форму правління. Після виборів в лютому 1892 року, коли тільки 14000 особам було дозволено проголосувати, листи та петиції вимагали реформи Конституції. 20 травня 1892 року Вілкокс і його однодумці були заарештовані за звинувачення в змові з метою повалення королеви. Місяцем пізніше звинувачення були зняті, і він був звільнений.
Повернувшись до парламенту, він підтримував заходи, які б позбавили уряд влади, і до серпня 1892 року міністри подали у відставку. Вілкокс заснував газету під назвою «Ліберал», що існувала з вересня 1892 по квітень 1893 року. Він був головним редактором її відділу на гавайській мовя, в той час як в розділі англійською мовою було кілька інших редакторів. Газета критикувала екстравагантний спосіб життя, який вела королівська сім'я, в той час як прості люди страждали від наслідків економічного спаду.

### Падіння гавайської монархії (1893)
1 листопада 1892 року Ліліуокалані призначила новий кабінет міністрів, але через дві години законодавчі збори (в тому числі й Вілкокс) проголосували за недовіру новому кабінету. 8 листопада 1892 року був сформований новий уряд, прийнятний для законодавчих зборів. Вілкокс не критикував безпосередньо королеву, але виступав за модернізацію і комерційний і політичний захист Гаваї від впливу зарубіжних країн.
Під кінець 1892 року «Ліберал» висловив підтримку королеві. 12 січня ще один вотум недовіри змусив королеву призначити інший кабінет монархістів. 14 січня Ліліуокалані призупинила діяльність законодавчих зборів і доручила уряду розробити новий проект Конституції, який дозволив би відновити політичну владу монарха. Уряд висловилося проти цього і не зробив ніяких дій. 17 січня 1893 року Комітет з безпеки, спираючись на стрільців Гонолулу, зайняв палац силою. В цей час Вілкокс, як артилерійський офіцер, був покликаний Ліліоукалані на військову службу і знаходився в складі королівської гвардії, яка готувалася захищати королеву. Ще до першого пострілу Ліліуокалані здалася, щоб уникнути кровопролиття.

### Повстання 1895 року
Після повалення королеви газета «Ліберал» поновила свою роботу (25 січня 1893). Редактор розділу газети англійською мовою Кларенс Ешфорд підтримав Тимчасовий уряд Гаваїв і висловив думку, що королева сама винна в своєму поваленні. 28 січня газета висунула ідею входження до Сполучених Штатів Америки в якості штату, але в той же час протестувала проти відсутності корінних гавайців серед нових лідерів. Ні монархія, ні Тимчасовий уряд не були представницькою демократією. Редакційні статті в лютому пропонували вже стати частиною штату Каліфорнія, якби це дозволили всенародні вибори.
Проте, «велика п'ятірка», яка домінувала в економіці, хотіла не допустити приєднання Гаваїв до США, так як в якості території вони не підпадали б під дію американських законів про працю. Вони залежали від дешевої робочої сили для своїх цукрових плантацій на Гаваях. У березні 1893 року президент США Гровер Клівленд відмовився від приєднання Гаваїв в будь-якій формі. «Ліберал» критикував спроби принцеси Каілуані, що відправилася в Америку, виступити за підтримку реставрації монархії. Вілкокс бажав отримати посаду в новому уряді, але отримав відмову. Газету «Ліберал» закрили 15 квітня 1893 року. Ходили чутки, що Вілкокс збирався проголосити ліберальну республіку.
Лідери повалення монархії проголосили Республіку Гаваї 4 липня 1894 року. До кінця року роялісти планували шляхом контрреволюції відновити владу Ліліуокалані. Ключовими змовниками були Сем Ноулін, начальник охорони королеви, Чарльз Т. Гулік, радник короля Калакауа і королеви Ліліуокалані, і Вільям Рікард, цукровий плантатор британського походження. Вони потребували воєначальника, і вони звернулися до Вілкокса. Спочатку він вагався з рішенням, але так як він був розчарований відсутністю прогресу в приєднанні до Сполучених Штатів, а також був відкинутий Республікою, то погодився очолити війська монархістів.
Роялісти і республіканські війська зіткнулися біля підніжжя Алмазної Голови 6 і 7 січня 1895 року. Маноа була полем бою 9 січня. Втрати були незначними, і тільки Картер, член відомої сім'ї острова, був убитий. Роялісти були швидко розгромлені, і Вілкокс провів кілька днів в бігах, перш ніж потрапив в полон. Всі роялістські лідери були арештовані 16 січня, коли Ліліуокалані була взята під варту і поміщена в палаці Іолані. Вілкокс був заарештований і засуджений за державну зраду. На цей раз він був засуджений 23 лютого 1895 року і мав отримати смертну кару разом з п'ятьма іншими лідерами. Деякі з них були звільнені в зв'язку з наданням свідчень проти інших, і його вирок був пом'якшений до 35 років позбавлення волі. 1 січня 1898 він був помилуваний Сенфорд Доулом, президентом Республіки, який чинив тиск на Ліліуокалані, щоб вона відмовилася від претензій на престол в обмін на життя і свободу тих, хто був засуджений до смертної кари.

## Конгрес Сполучених Штатів
4 липня 1898, після прийняття Ньюлендської резолюції, Сполучені Штати анексували Гаваї (що отримали статус території), і Сенфорда Доула був призначений губернатором. Гавайських Органічним законом від 30 квітня 1900 року було створено посаду делегата в Конгресі США від нової території Гавайських островів. Вілкокс організував виборчу кампанію. Допомагаючи трансформувати раніше виступали проти анексії політичні об'єднання корінних гавайців в гавайську Незалежну партію (пізніше названу Партією самоврядування Гаваїв), він виступав за «рівні права для народу». Опоненти звинувачували його в двоєженство, так як його перший шлюб в Італії був анульований тільки церквою. Республіканська партія номінувала багатого фермера і колишнього члена кабінету міністрів Семуеля Паркера, а Демократична партія Гаваїв висунула князя Давида Кавананакоа, однак Вілкокс легко переміг на виборах в 57-й Конгрес. Він сподівався, що його місце в Вашингтоні може бути використано для пропаганди поліпшення життя корінних гавайців - спільноти, до якої, як він побоювався, американський уряд міг ставитися зі зневагою. Відповідаючи на прохання коротко розповісти автобіографію для бюлетеня Конгресу, він замість звичайного перерахування послужного списку назвав себе «невтомним і безстрашним лідером своїх співвітчизників». Він назвав нинішній уряд «олігархами Доула».
Однак, після приїзду до Вашингтона він швидко опинився аутсайдером. Англійська була його другою мовою, і його популістська риторика дала йому кількох союзників в Конгресі, які були незадоволені повільним діловодством. Расова сегрегація, прийнята тоді в США, означала, що його можуть зарахувати до «кольорових» через його змішаного походження. Його служба була затьмарена звинуваченнями, що він не підтримує дії США на Філіппінах під час Філіппіносько-американської війни. Вілкокс працював в Конгресі один термін - з 6 листопада 1900 по 3 березня 1903 року. Хоча його підтримувала Демократична партія також і в 1902 році, але той зазнав поразки на виборах від князя Іони Кухіо Каланіанаоле з Республіканської партії.

## Родина
Робив анти-монархічні змови, а потім засуджений до смерті за участь в змові про-монархічне, Вілкокс двічі одружувався на жінках, які належали до титулованої знаті. Його першою дружиною була італійська баронеса, а другою - гавайська принцеса. Першою дружиною Вілкокса була баронеса Джина Собреро, старша дочка п'ємонтского барона Лоренцо Собреро і неаполітанської принцеси Вітторії Колона ді Стіглано. Його дочка від першого шлюбу померла незабаром після його розриву стосунків з баронесою Джиною Собреро. 20 серпня 1896 року Вілкокс одружився з принцесою Терезою Оована Ка'охелелані Ла Ануй (1860-1944), яка походила з родини брата короля Камегамега I. У них були син і дочка, принц Роберт Каланікупуапаікаланінуі (1893-1934) і принцеса Вірджинія Кахо Ка'ахуману Каїх Каіхікапумахана (1895-1954). Друга дочка, Елізабет Ка'акауланінуі, померла в дитинстві у 1898 році.

## Пам'ять
У тому ж році він покинув Конгрес і вирішив балотуватися на пост верховного шерифа Гонолулу. Здоров'я Вілкокса сильно погіршився: у той час як він виступав з передвиборчою промовою, він переніс крововилив і помер кілька днів по тому, 23 жовтня 1903 року. Він був похований в звичайній могилі на католицькому цвинтарі в Гонолулу. У 1993 році бронзова статуя Уілкокса була встановлена на базі Форт-Стріт. Надпис на ній говорить: «Він був, на думку багатьох його співвітчизників, національним героєм». Нині статуя встановлена на важливому місці в центрі міста Гонолулу в Парку Вілкокса, також названому в його честь в 1989 році, в рік сторіччя «Повстання Вілкокса».